# Abbottina binhi
Abbottina binhi är en fiskart som beskrevs av Nguyen 2001. Abbottina binhi ingår i släktet Abbottina och familjen karpfiskar. IUCN kategoriserar arten globalt som otillräckligt studerad. Inga underarter finns listade i Catalogue of Life.